# Atiyah Abd al-Rahman
Atiyah Abd al-Rahman (àrab: عطية عبد الرحمن, ʿAṭiyya ʿAbd ar-Raḥmān) (Líbia, ca. 1970 – Waziristan Septentrional, Pakistan, 22 d'agost de 2011) fou un militant islamista, considerat pel Departament d'Estat dels Estats Units alt càrrec d'al-Qaida després de la mort d'Ossama bin Laden, l'1 de maig del 2011, i membre del Grup Libi de Lluita Islàmica i de Jamaat Ansar al-Sunna.

## Al-Qaida

### Ossama bin Laden
Segons la seva fitxa al web del Departament d'Estat dels EUA, Atiyah es va reunir amb Ossama bin Laden a l'Afganistan quan era un adolescent a la dècada del 1980. Va entrar a al-Qaida a principis dels anys 1990 i va lluitar a la Guerra afganosoviètica contra els ocupants soviètics. El 1993 va ser destinat a Algèria, on va desenvolupar la tasca de contacte d'al-Qaida amb els grups islamistes magribins, que havien iniciat una insurrecció contra el govern militar: la Guerra Civil Algeriana (1991–2002). La relació amb els rebels no va ser bona i va ser expulsat del país.
Posteriorment, va tornar a l'Afganistan, on guanyà pes dins d'al-Qaida com a expert en explosius i erudit islàmic. També va ser l'encarregat de supervisar actes terroristes a l'Iraq i la infraestructura de la xarxa terrorista a l'Iran. Poc després va tornar a Algèria on va fer d'intermediari d'al-Qaida amb el Grup Salafista per a la Predicació i el Combat (GSPC). El 2006 van anunciar la seva aliança formal i el grup GSPC va passar a dir-se Al-Qaida del Magrib Islàmic. Al-Rahman era un proselitista que creia que la unitat dels grups terroristes islàmics seria crucial per derrotar els Estats Units.
Havia intercanviat punts de vista amb Ossama bin Laden sobre un possible atac al desè aniversari dels atemptats de l'11 de setembre de 2001, segons els documents sobre el pla trobats al refugi de Bin Laden després de l'operació que va posar fi a la seva vida. Els Estats Units va afirmar que al-Rahman es trobava a l'Iran i va acusar aquest país de l'Orient Mitjà de cooperar amb al-Qaida.

### Ayman al-Zawahirí
Abd al-Rahman s'havia convertit en el segon home més important de l'organització armada islamista després de la mort, a principis de maig, d'Ossama bin Laden, qui va ser reemplaçat per Ayman al-Zawahirí. Rahman va esdevenir la mà dreta d'al-Zawahirí. En paraules d'un alt funcionari de l'administració estatunidenca, "al-Zawahirí es refiava totalment d'ell perquè l'ajudés a guiar i organitzar la xarxa, especialment després de la mort de Bin Laden" i que Atiyah Abd al-Rahman "comptava amb múltiples responsabilitats en l'organització", com la de cap d'operacions.
Morí el 22 d'agost de 2011 per un polèmic atac d'un avió no tripulat de l'Agència Central d'Intel·ligència a la regió muntanyosa del Waziristan, al nord-oest del Pakistan, segons va informar un alt funcionari de l'administració Obama a la cadena ABC News. Els Estats Units d'Amèrica oferien fins a 1 milió de dòlars dels Estats Units a canvi d'informació sobre ell. L'octubre del 2010 ja es va informar de la seva mort en alguns mitjans que citaven oficials dels Estats Units anònimament.